# Venancio Flores
Venancio Flores (Trinidad, Províncias Unidas do Rio da Prata, 18 de maio de 1808 — Montevidéu, 19 de fevereiro de 1868) foi um militar e político uruguaio. Foi presidente da República por dois mandatos (1854-1855 e 1865-1868).

## Antecedentes e início de carreira
Em 1839, foi eleito chefe político do departamento de San José. Ele lutou na "Guerra Grande" contra Manuel Oribe e seus apoiadores argentinos. Ele se tornou uma figura importante no Partido Colorado e formou um triunvirato com Fructuoso Rivera e Juan Antonio Lavalleja em 1853.

## Primeira Presidência do Uruguai (interina)
Ele serviu como presidente interino do Uruguai e permaneceu no poder até agosto de 1855, quando foi deposto pelo presidente blanco Manuel P. Bustamante, o que resultou na guerra civil e no refúgio de Flores na Argentina.

## Papel na guerra civil
Em 1863, ele iniciou uma rebelião (Cruzada Libertadora ou Cruzada do Libertador) contra o presidente blanco Bernardo Berro, o que levou à guerra civil no Uruguai. Com a ajuda de argentinos e brasileiros, em fevereiro de 1865 tomou Montevidéu.

## Segunda Presidência do Uruguai

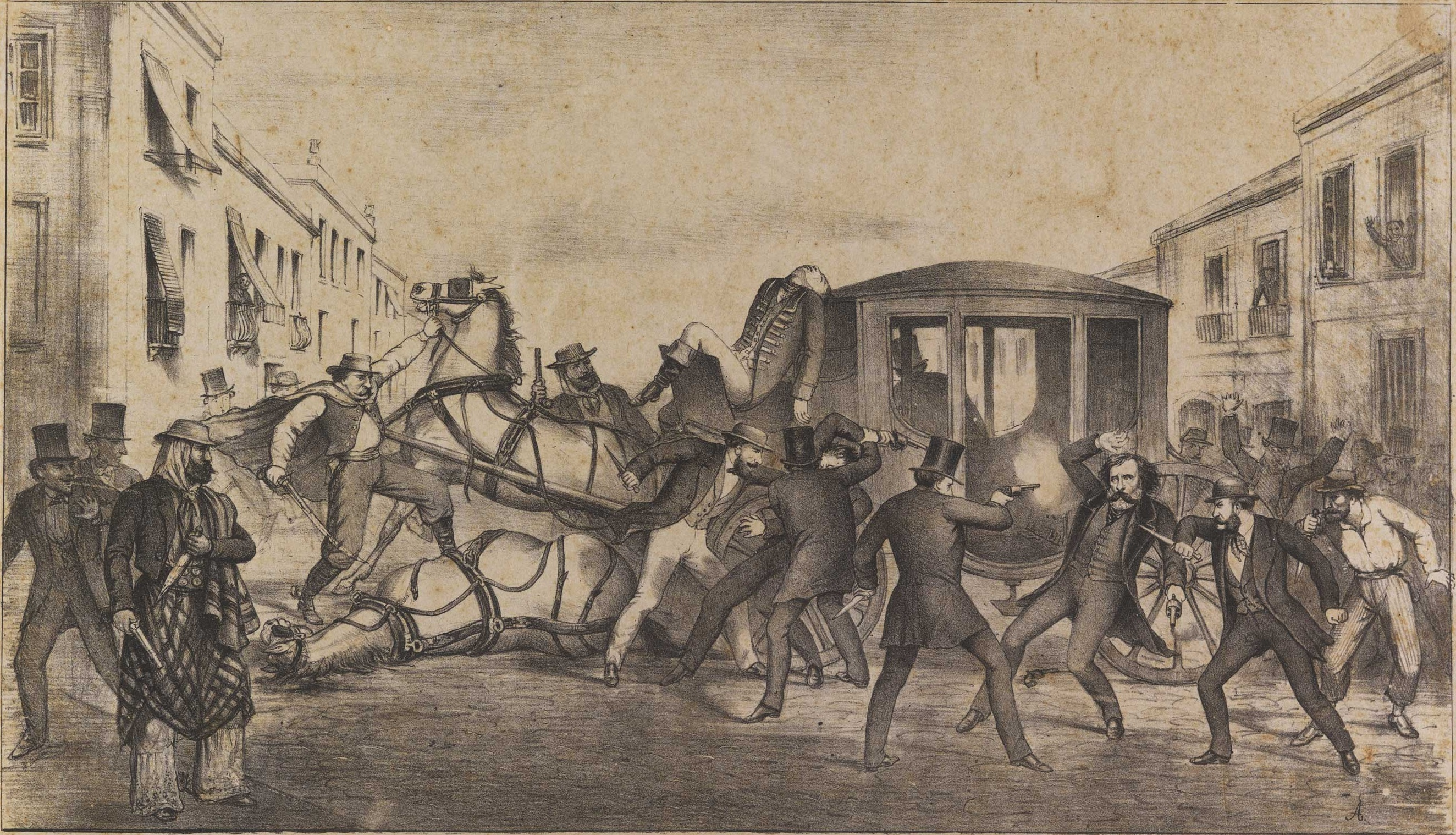
Assassinato do General D. Venancio Flores nas ruas de Montevidéu (Angelo Agostini, publicado em A Vida Fluminense, nº 10, 07/03/1868).

Ele estabeleceu um governo provisório, termo usado para disfarçar sua ditadura pessoal. Embora o Partido Colorado do Uruguai tenha a reputação de ser progressista e democrático, Flores e outros líderes do Partido Colorado do século XIX, e muitos líderes proeminentes do Colorado do século XX, demonstraram coletivamente por suas ações que se sentiam confortáveis com o governo por decreto, sem o poder excepcionalmente concentrado em poucas pessoas. A tendência de alguns observadores de descrever os chefes de estado latino-americanos que governaram por decreto como presidentes "de fato" pode ser vista sob esta luz. Durante seu governo, Flores se juntou ao Brasil e à Argentina na devastadora Guerra do Paraguai.
O governo de Flores terminou em 15 de fevereiro de 1868.

## Assassinato
Quatro dias depois de deixar o cargo de presidente, Flores foi assassinado por um grupo de assassinos não identificados. Mas embora os assassinos de Flores não tenham sido formalmente identificados, pode-se acrescentar que como pano de fundo de seu assassinato está a intermitente Guerra Civil Uruguaia, que continuou durante grande parte do século XIX entre Colorados e Blancos.